# Vestfjordgletsjer
De Vestfjordgletsjer is een grote gletsjer in de gemeente Sermersooq in het oosten van Groenland. De gletsjer is de zuidelijke van de twee gletsjers die uitkomen in het Vestfjord en ligt in het verlengde van dit fjord. De andere gletsjer is de Døde Bræ en komt vanuit het noordwesten in het fjord, terwijl de Vestfjordgletsjer vanuit het zuidwesten komt.
De Vestfjordgletsjer heeft een lengte van meer dan 50 kilometer en een breedte van meer dan vier kilometer. De gletsjer heeft meerdere zijtakken die onderweg samenkomen.